# Pardogryllacris lineolata
Pardogryllacris lineolata är en insektsart som först beskrevs av Jean Guillaume Audinet Serville 1838.  Pardogryllacris lineolata ingår i släktet Pardogryllacris och familjen Gryllacrididae.

## Underarter
Arten delas in i följande underarter:
- P. l. menzeli
- P. l. lineolata